# Mount Roberts Tramway

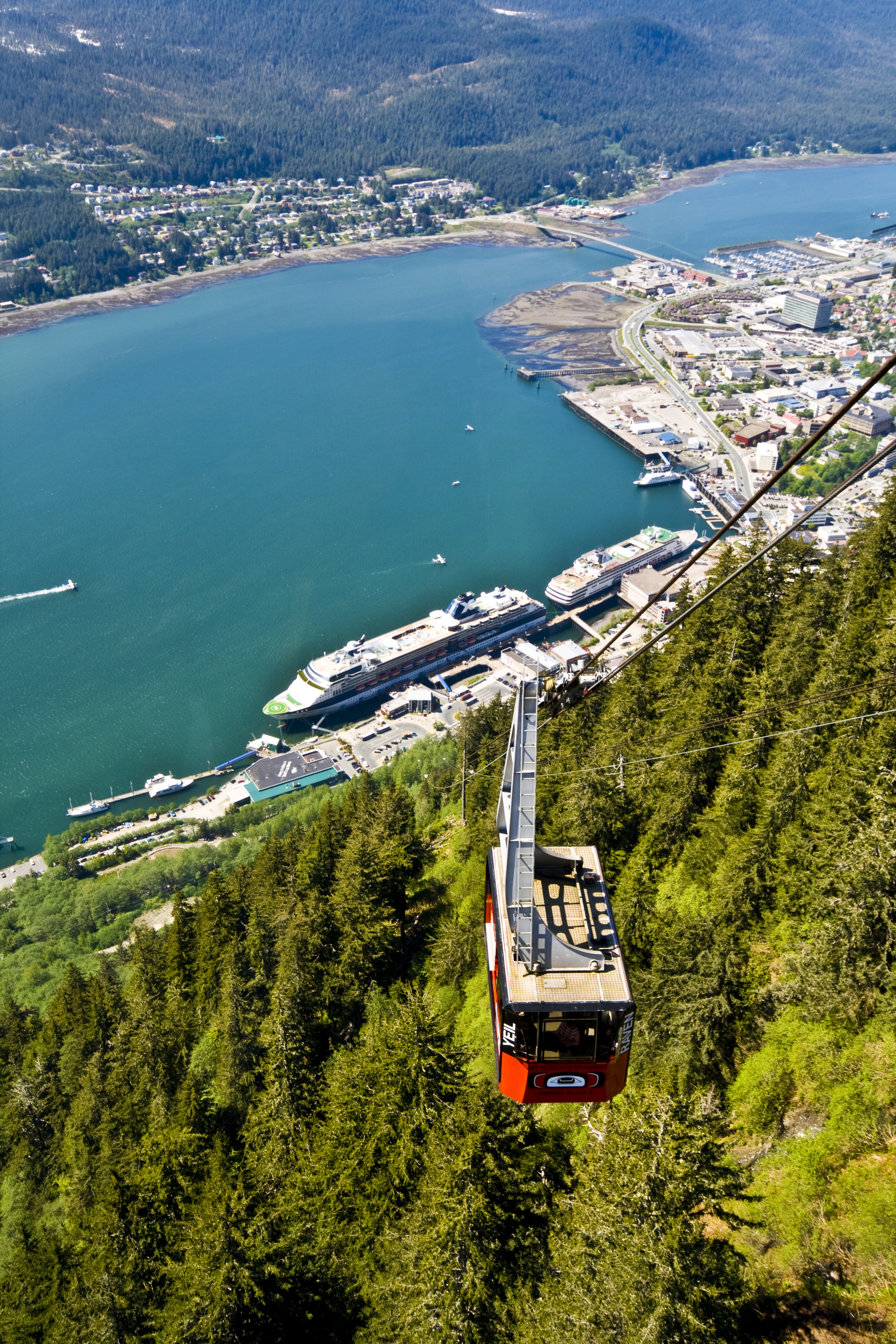
Mt. Roberts Tramway, Juneau, Alaska

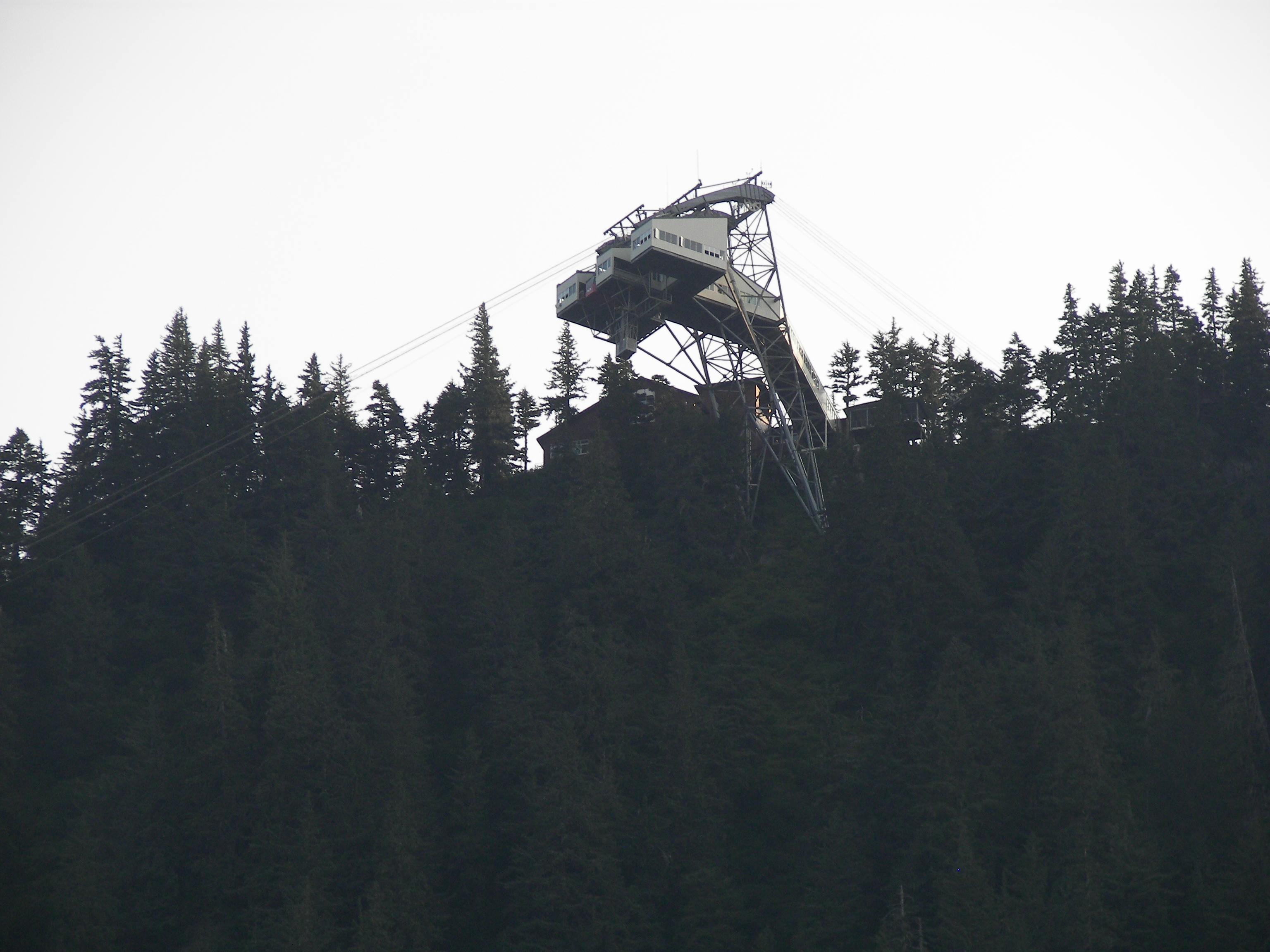
Bergstation

Mount Roberts Tramway ist eine Pendelbahn in Juneau, Alaska, Vereinigte Staaten, die den Passagieren von Kreuzfahrtschiffen und anderen Touristen die Möglichkeit bietet, zu der steil über dem Kai in über 500 m Höhe an einem Bergrücken des Mount Roberts gelegenen Bergstation zu fahren. 
Die Talstation steht am Südende der Stadt unmittelbar auf dem Kai für die Kreuzfahrtschiffe. Die Seilbahn fährt von dort in sechs Minuten ohne Stützen zur Bergstation, einer sich hoch über dem Bergrücken erhebenden Stahlkonstruktion. Dort bietet sich ein weiter Blick auf den schneebedeckten Mount Roberts und die umliegenden Berge sowie den Gastineau Channel und den Ort Juneau. Neben der Bergstation gibt es verschiedene touristische Einrichtungen wie Restaurants, einen Andenkenladen, ein Filmtheater mit Filmen über die Geschichte des Ortes sowie Ausstellungen. Die Seilbahn ist mit 200.000 Besuchern pro Jahr eine der meistbesuchten Touristenattraktionen in Alaska. Sie ist von Mai bis September in Betrieb.
Die Pendelbahn wurde 1995/96 aufgrund einer privaten Initiative von Leitner Poma of America gebaut und offiziell im Mai 1997 eröffnet. Sie hat eine schräge Länge von 941 m (3087 ft) und einen Höhenunterschied von 532 m (1745 ft). Mit einer durchschnittlichen Neigung von 68 % ist sie eine der steilsten Seilbahnen weltweit. Die beiden Kabinen fassen je 60 Personen und fahren mit einer Geschwindigkeit von bis zu 10,2 m/s (36,7 km/h). Die Förderleistung beträgt 1050 Personen pro Stunde. Die  rund 50 m hohe Stahlkonstruktion der Bergstation war erforderlich, um der Bahn den nötigen Abstand über dem Grund zu geben. Sie erfüllt damit gleichzeitig die Funktion einer Seilbahnstütze. Die Seilbahn hat je Spur zwei Tragseile mit 50 mm und ein Zugseil mit 35 mm Durchmesser. Anders als bei der üblichen Konstruktion mit einem Zugseil und einem separaten Gegenseil, die beide an den Kabinen fixiert sind, hat die Mount Roberts Tramway eine einzige, endlos gespleißte Zugseilschleife, an die die Kabinen kuppelbar geklemmt sind. Dadurch wird die Inspektion des vollständigen Zugseils ohne die angeklemmten Kabinen erleichtert. Die Seile wurden von der Firma Fatzer AG, Romanshorn, geliefert. Die Tragseile werden über die Bergstation hinweg geführt und sind hinter ihr im Berghang verankert. Das Zugseil wird durch ein dort verankertes hydraulisches System gespannt. Die Tragseile sind auch in der Talstation ohne gesonderte Spannvorrichtung fest verankert, wie das bei einigen stützenlosen Anlagen der Fall ist.